# Yoshida Mitsuyoshi
Yoshida Mitsuyoshi (japanisch 吉田 光由; * 1598; † 1672) war ein japanischer Mathematiker der Edo-Zeit. Er verfasste das weit verbreitete Rechenbuch Jinkōki (塵劫記), das großen Einfluss sowohl auf nachfolgende Autoren als auch auf den Mathematikunterricht gewann.

## Leben
Yoshida war der Sohn eines Arztes und stammte aus Saga, einer Vorstadt von Kyōto. Seine Verwandtschaft zur reichen Kaufmannsfamilie Suminokura ermöglichte ihm eine umfangreiche Ausbildung und verschaffte dem mathematisch begabten Yoshida Zugang zu chinesischen Mathematikbüchern wie dem 1592 erschienenen Sanpō Tōsō (chinesisch 算法统宗, Pinyin Suànfă tŏngzóng), auf das er später bei seinen eigenen Arbeiten zurückgreifen sollte.

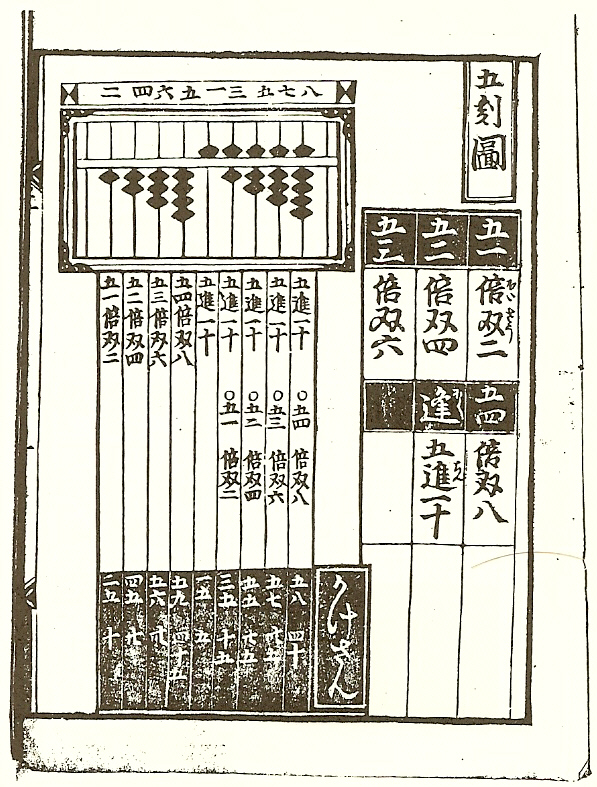
Yoshida rechnete mit dem japanischen Abakus (Soroban).

Der wirtschaftliche Aufschwung nach dem Ende der politischen Wirren der Azuchi-Momoyama-Zeit und der Einigung des Landes unter dem Tokugawa-Shōgunat ging einher mit einem erhöhten Bedarf an mathematischen Berechnungen, die jedoch durch unvollkommene Verfahren und ein kompliziertes Währungssystem erschwert wurden. Ständige Umrechnungen zwischen der Goldwährung Edos, der Silberwährung Kyōtos und Osakas und diversen Kupferwährungen sowie zwischen den verschiedenen Maßen und Gewichten waren erforderlich. Als Hilfsmittel bei derartigen Berechnungen wurde der japanische Abakus, der sogenannte Soroban, immer wichtiger. Einführungen in seine Benutzung und in die wichtigsten Rechenverfahren waren jedoch noch Mangelware.
Diese Lücke versuchte Yoshida – ähnlich wie ein Jahrhundert zuvor europäische Rechenmeister wie Adam Ries – 1627 mit seinem Rechenbuch Jinkōki zu schließen. Es enthielt neben täglich benötigten mathematischen Verfahren auch zahlreiche Aufgaben mit Denksportcharakter, für die Yoshida zum Teil auf chinesische Vorbilder wie das Sanpō Tōsō zurückgriff. Er überarbeitete sein Werk bis Ende 1641 mehrfach und versuchte, durch Innovationen wie farbige Illustrationen, unterschiedliche Farben für positive Zahlen (rot) und negative Zahlen (schwarz) und schließlich die „noch zu lösenden Probleme“, eine Sammlung von zwölf ungelösten Aufgaben, seine offensichtlich zahlreichen Nachahmer auszustechen.
Nach 1641 wandte sich Yoshida Flussbauprojekten zu, es ist umstritten, ob er ein ihm zugeschriebenes Buch von 1643 auch tatsächlich verfasst hat. Relativ sicher war er an zwei kalendarischen Werken beteiligt, dem Wakan Hennen Gōunzen von 1645 und dem Koreki Binran von 1648. Yoshida Mitsuyoshi starb 1672.

## Werk

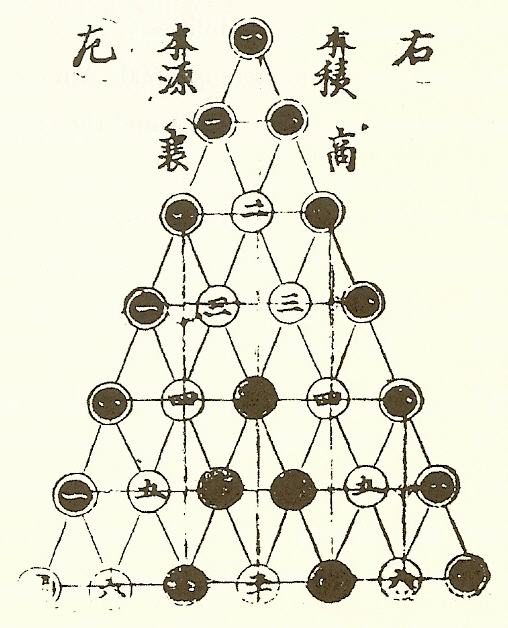
Darstellung von Binomialkoeffizienten im Jinkōki, 1641

Yoshidas bekanntestes Werk, das Jinkōki, erschien zwischen 1627 und 1641 in mindestens sechs teilweise recht unterschiedlichen Ausgaben. Es wurde bis zu den europäisch orientierten Schulreformen zu Beginn der Meiji-Zeit unter anderem in den Terakoya-Schulen eingesetzt. Das Jinkōki gehört zum breitenwirksamsten Bereich der traditionellen japanischen Mathematik (和算, Wasan), der im Gegensatz zur mehr wissenschaftlich orientierten Expertenmathematik etwa der Seki-Schule (nach Seki Takakazu) und den kultisch bedeutsamen Sangaku-Tafeln für den Hausgebrauch gedacht war. Zum praktischen Nutzen des Werks trugen auch die zahlreichen darin enthaltenen, wohl vom Autor entworfenen Zeichnungen bei. Auf eine mathematische Notation im heutigen Sinne verzichtete er, alle Aufgaben werden in Worten und im Hinblick auf die Berechnung mit Hilfe des Soroban beschrieben.
Die heute bekannten Ausgaben des Jinkōki im Einzelnen:
- 1627: In vier Bänden mit insgesamt 26 Kapiteln werden alltägliche Berechnungen und die Flächen und Volumina ausgewählter Körper beschrieben.
- 1629: In fünf Bänden mit insgesamt 48 Kapiteln werden zusätzlich zum Inhalt der ersten Ausgabe Berechnungen mit großen Zahlen und einige Aufgaben mit spieltheoretischem Charakter dargestellt.
- 1631: Die drei Bände mit insgesamt ebenfalls 48 Kapiteln enthalten zum Schutz vor Nachahmern farbige Illustrationen und farbig gekennzeichnete positive und negative Zahlen.
- 1634: Diese Ausgabe besteht aus vier kleinformatigen Bänden mit insgesamt wiederum 48 Kapiteln, unterscheidet sich jedoch inhaltlich deutlich von den vorherigen und späteren Ausgaben.
- Juni 1641: In drei Bänden mit insgesamt 50 Kapiteln werden die Inhalte der bisherigen Ausgaben umfassend und weitgehend in sich geschlossen dargestellt. Der erste Band enthält eine Einführung in das Soroban-Rechnen sowie Aufgaben zu Reispreisen, Geldwechsel, Zinsrechnung und Wareneinkauf. Im zweiten Band finden sich Aufgaben, die für einzelne Berufsgruppen wie Händler, Bauern, Handwerker oder Landaufseher von besonderem Interesse sind, etwa die Berechnung der Fläche von Reisfeldern oder der Getreidesteuer. Der dritte Band besteht aus Aufgaben, die dazu geeignet sind, mathematische Laien zu beeindrucken, wie exponentielles Wachstum, Quadrat- und Kubikwurzeln.
- November 1641: Diese möglicherweise als Supplementband zur Ausgabe vom Juni desselben Jahres gedachte Ausgabe enthält neben weiteren Aufgaben zu Oberflächen und Volumina fester Körper auch die zwölf „noch zu lösenden Probleme“.

Yoshidas Buch war nur eines von vielen Rechenbüchern, die in der ersten Hälfte des 17. Jahrhunderts in Japan entstanden. Es gewann jedoch offensichtlich großen Einfluss sowohl auf nachfolgende Autoren, die sein Verfasser nach eigenem Bekunden als Nachahmer und Schwarzkopierer betrachtete, als auch auf den Mathematikunterricht. Noch hundert Jahre nach Yoshidas Tod erschien kaum ein Buch ohne „noch zu lösende Probleme“, deren Anzahl zum Teil bis zu 200 betrug. Bis 1913 wurden über 300 Rechenbücher veröffentlicht, die den Begriff Jinkōki im Namen trugen. Erst mit den Schulreformen der Meiji-Zeit ab 1872 und der damit verbundenen Bevorzugung westlicher Mathematik (洋算, Yōzan) verlor Yoshida an Bedeutung. Durch Neuausgaben seines Werks in englischer und moderner japanischer Sprache wurde er seit Ende der 1990er Jahre wieder bekannter.

## Ausgaben
- Osamu Takenouchi u. a. (Hrsg.): Jinkōki. Wasan Institute, Tokyo 2000 (die englische Ausgabe enthält neben der Ausgabe vom Juni 1641 und Teilen der Ausgabe vom November 1641 als Faksimile und in englischer Übersetzung umfangreiche Anmerkungen und Erläuterungen; japanische Ausgabe ISBN 4-87639-120-3).